# Christine Spengler

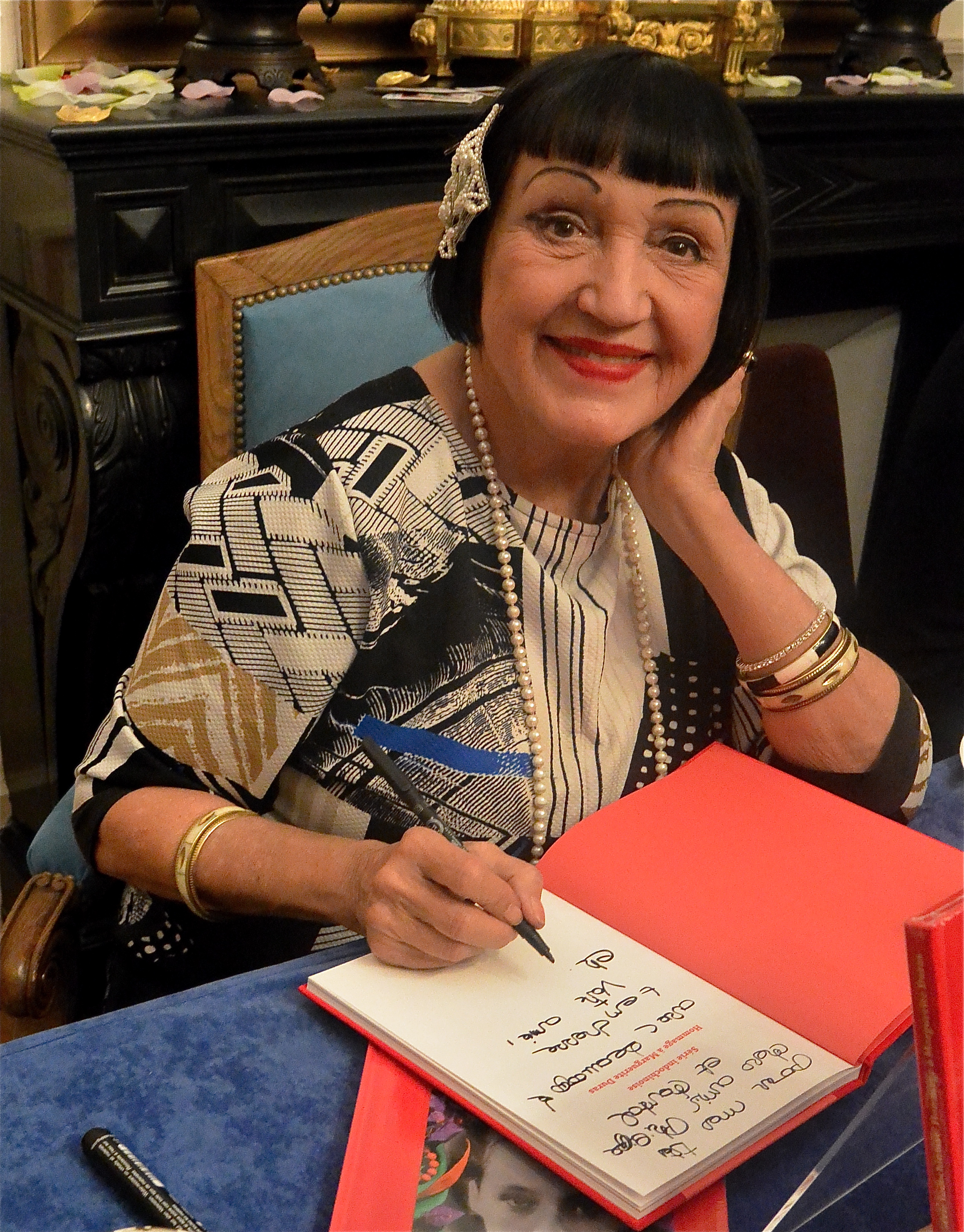
Christine Spengler, 2017

Christine Spengler (geboren 1945) ist eine französische Fotografin. Seit 1970 fotografiert und berichtet sie über Konflikte, vor allem aus Sicht der Kriegsopfer. Sie arbeitete freiberuflich als Kriegsfotografin für die Nachrichtenagenturen Sipa-Press, Corbis-Sygma und Associated Press, indem sie unter anderem Kriege im Tschad, Nordirland, Vietnam, Kambodscha, Libanon, Westsahara, Kurdistan, Nicaragua, Kosovo, Afghanistan und Irak dokumentierte.
Ihre Arbeiten erschienen weltweit in Zeitschriften wie Paris-Match, Time, Newsweek, El País, The New York Times und Le Monde. Außerdem wirkte sie als Modefotografin.

## Frühe Jahre
Geboren im Elsass, zog Spengler im Alter von sieben Jahren nach Madrid, um bei ihrer Tante und ihrem Onkel zu leben. Dort studierte sie französische und spanische Literatur mit dem Ziel, Schriftstellerin zu werden.

## Wirken

### Anfänge
Im Alter von 23 Jahren verließen Spengler und ihr jüngerer Bruder Eric Madrid. Auf einer Reise durch den Tschad während der Toubou-Kriege lieh sich Spengler die Kamera ihres Bruders und fotografierte Soldaten, die in den Kampf zogen. Anschließend wurden Spengler und ihr Bruder verhaftet und 23 Tage lang im Gefängnis festgehalten, weil vermutet wurde, dass sie Spione oder Journalisten waren. Trotz dieser Verhaftung konzentrierte sich Spengler weiterhin auf die Kriegsfotografie, insbesondere auf das Alltagsleben von Frauen und Kindern in den bombardierten Städten und die Folgen der Kriege.

### The NylonMagazin
Spengler begann für die Zeitschrift The Nylon zu arbeiten und fotografierte den Krieg und Proteste in Nordirland. Sie fotografierte Kinder und andere Zivilisten im Krieg. Während der iranischen Revolution 1979 legte sie ein Kopftuch an, um vertrauliche Aufnahmen ihrer Motive in Schwarz-Weiß zu machen.

### Sipa Press undLifeMagazin
Später arbeitete Spengler für Sipa Press in Bangladesch, indem sie einen pakistanischen Anführer fotografierte, der nach neun Jahren Gefangenschaft nach Hause zurückkehrte. Als sie sich mit seiner Frau anfreundete, wurde sie zu einem privaten Treffen eingeladen, zu dem die Presse keinen Zutritt hatte. Das Life Magazin schloss unmittelbar einen Vertrag mit ihr ab und veröffentlichte viele dieser Arbeiten.

### Associated Press und Vietnam
Nach ihrer Tätigkeit bei Life arbeitete sie während des Vietnamkriegs für Associated Press, wo sie an den Frontlinien fotografierte. Sie blieb mehrere Monate in Vietnam, bevor sie die Nachricht vom Selbstmord ihres Bruders Eric erhielt. In der Folgezeit fotografierte sie viele andere Kriege aus der Perspektive der Zivilbevölkerung und erlangte weltweite Aufmerksamkeit für ihre Perspektiven, die nur wenige Kriegsfotografen einnehmen. Über ihre Aufnahmen von Frauen im Iran während der islamischen Revolution von 1979 sagte sie: „Ich hatte Zugang zu einer ganzen Welt von Frauen, zu der kein Mann Zugang gehabt hätte.“

### Andere Themen
Spengler arbeitete auch einmal für die Modewelt, als Maria Grazia Chiuri, die erste weibliche Kreativdirektorin von Dior, sie bat, die Backstage-Bilder für die AW18-Kollektion der Modemarke zu fotografieren. Dafür stellte Spengler die Studentenproteste von 1968 nach, bei denen die Models wie eine Armee marschierten.
Außerdem veröffentlichte sie Fotos aus Spanien in dem Fotobuch Vierges et toreros (wörtlich: Jungfrauen und Toreros) und ein weiteres zu den spanischen Inseln Ibiza und Formentera. Im Jahr 2017 wurde ihr Bildband aus der ehemaligen französischen Kolonie Indochina zusammen mit Texten von Marguerite Duras als Hommage an die Schriftstellerin veröffentlicht.

## Auszeichnungen
Spengler, die sich selbst als „Kriegsberichterstatterin, bildende Künstlerin und Schriftstellerin“ bezeichnet und bei ihrer Arbeit nie einen Helm oder eine kugelsichere Weste getragen hat, erhielt zahlreiche Preise für ihr Werk. Dazu zählen der Preis Roger Pic 1998 für ihre Reportagen über Frauen im Krieg und der Preis Femme de l'Année (Frau des Jahres) in Brüssel im Jahr 2002.
2006 wurde sie mit dem französischen Verdienstorden Ordre des Arts et des Lettres ausgezeichnet, und 2009 erhielt sie den Orden der Ehrenlegion, den höchsten Verdienstorden Frankreichs.

## Veröffentlichungen
- Une femme dans la guerre, éditions Ramsay, 1991.
- Vierges et toreros, éditions Marval, 2003
- Années de guerre, éditions Marval, 2003.
- Une femme dans la guerre: 1970-2005, Des femmes. Antoinette Fouque, 2006.
- Ibiza y Formentera eternas. La serenidad recobrada, Camara de Commercio, Ibiza y Formentera, 2009.
- L'Opéra du monde, Cherche midi, 2016. (Ausstellungskatalog)
- Série indochinoise, hommage à Marguerite Duras, Cherche midi, 2017. (mit Texten von Marguerite Duras und einem Vorwort von Fanny Ardant)

## Rezeption
Jim Casper schrieb 2006 für die Fachzeitschrift LensCulture: „Ihre Fotos zeigen selten blutige Wunden, gewalttätige Auseinandersetzungen oder Leichen. Stattdessen entdecken wir Menschen, die versuchen, in den weiten, leeren, rauchenden Verwüstungen der zerbombten Landschaften so etwas wie ein normales Leben zu führen.“ und „Ihre Bilder sind roh, ergreifend, traumatisch, zärtlich, unvergesslich und oft auch surreal. Sie wurden in den führenden Nachrichtenmagazinen und Zeitungen der Welt abgedruckt und erhielten zahlreiche Preise und Auszeichnungen.“
Neben vielen anderen Ausstellungen hatte Spengler 2003 eine große Retrospektive bei Visa pour l'Image in Perpignan, Frankreich, wo sie mit einer Einzelausstellung vertreten war. Im Jahr 2022 präsentierte das Musée de la liberation de Paris eine Gruppenausstellung mit acht namhaften Kriegsfotografinnen. Diese Ausstellung präsentierte Aufnahmen von Lee Miller, Gerda Taro, Catherine Leroy, Christine Spengler, Françoise Demulder, Susan Meiselas, Carolyn Cole und Anja Niedringhaus. Dies umfasste fünfundsiebzig Jahre internationaler Konflikte zwischen 1936 und 2011 und dokumentierte die Beteiligung von Frauen an Konflikten, sei es als Kämpferinnen, Opfer oder Zeuginnen. 2024, fünfzig Jahre nachdem sie die Bombardierung von Phnom Penh durch die Roten Khmer dokumentiert hatte, wurde Spengler im Rahmen des Phnom Penh Photo Festival 2024 eine Retrospektive im Sosoro Museum gewidmet.
Der Dokumentarfilm Les Guerres de Christine S. aus dem Jahr 2022 unter der Regie von Philippe Vallois enthält Interviews und Fotos aus Spenglers Karriere.